# Psycho Tropical Berlin
Albums de La Femme
Mystère
(2016)
Psycho Tropical Berlin est le premier album studio de groupe de musique français La Femme. Sorti en avril 2013, l'album est publié par le label Barclay du groupe Universal. L'album est principalement écrit et composé par les fondateurs du groupe Marlon Magnée et Sacha Got tandis que la réalisation artistique est assurée par Samy Osta et le groupe.

## Genèse

### Contexte
La Femme est un groupe de rock français fondé par Marlon Magnée et Sacha Got. Magnée rencontre Sam Lefèvre (basse) et Noé Delmas (batterie) à Paris. Le groupe prend le nom de La Femme en 2010. Le groupe découvre sa chanteuse Clémence Quélennec par internet. Le groupe commence à s'assurer une notoriété par la sortie de plusieurs extended play jusqu'à La Femme en 2013. Le groupe signe début 2013 un contrat de distribution avec le label Barclay tout en créant son propre label.

## Accueil critique
Les sensations « priment » dans l'album pour Valérie Lehoux de Télérama. Elle note que les sensations sont « diffuses et pourtant prégnantes, plus physiques que spirituelles ». « Avec ses mélodies entêtantes et dansantes, ses chants détachés, son glacis musical très années 80 (entre cold wave et postpunk) et pourtant assez chaleureux, ses textes à l'ironie violente ou à la vacuité assumée, La Femme taquine le néant ou les idées noires et chante sur un même ton les vertiges suicidaires, les amours transgéniques ou même… les trajets en bus ! Le tout sans prétendre démontrer quoi que ce soit, mais avec une insolence si sûre de son fait qu'elle en devient convaincante ». Jean-Éric Perrin de Music Story note que le premier album du groupe est « globalement attachant, même s’il s’autorise quelques brefs moments moins aguichants ». Perrin considère lors de la sortie que l'album « est un courant d’air frais qui devrait dynamiser la scène émergente du rock français décomplexé ». Jean-Christophe Féraud de Libération est du même avis que Perrin, il note le côté « assez inédit depuis la scène rock indé du mitan des années 80 » avec un album « mélangeant allègrement genres musicaux et sous-cultures rock'n'roll ».

## Classements
| Classement (2013)            | Meilleure position |
| ---------------------------- | ------------------ |
| Belgique (Wallonie Ultratop) | 125                |
| France (SNEP)                | 33                 |

## Fiche technique

### Liste des titres
Toute la musique est composée par Marlon Magnée et Sacha Got.
| Psycho Tropical Berlin | Psycho Tropical Berlin                   | Psycho Tropical Berlin | Psycho Tropical Berlin | Psycho Tropical Berlin | Psycho Tropical Berlin | Psycho Tropical Berlin | Psycho Tropical Berlin | Psycho Tropical Berlin | Psycho Tropical Berlin |
| No                     | Titre                                    | Musique                | Réalisateur(s)         | Durée                  |                        |                        |                        |                        |                        |
| ---------------------- | ---------------------------------------- | ---------------------- | ---------------------- | ---------------------- | ---------------------- | ---------------------- | ---------------------- | ---------------------- | ---------------------- |
| 1.                     | Antitaxi                                 |                        | Samy Osta, La Femme    | 4:09                   |                        |                        |                        |                        |                        |
| 2.                     | Amour Dans Le Motu                       | Sam Lefèvre            | Osta, La Femme         | 4:39                   |                        |                        |                        |                        |                        |
| 3.                     | La Femme                                 |                        | Osta, La Femme         | 3:02                   |                        |                        |                        |                        |                        |
| 4.                     | Interlude                                |                        |                        | 2:39                   |                        |                        |                        |                        |                        |
| 5.                     | Hypsoline                                | Clémence Quelennec     | Osta, La Femme         | 3:15                   |                        |                        |                        |                        |                        |
| 6.                     | Sur La Planche (2013)                    |                        | Osta, La Femme         | 3:47                   |                        |                        |                        |                        |                        |
| 7.                     | It's Time To Wake Up (2023)              |                        | Osta, La Femme         | 6:51                   |                        |                        |                        |                        |                        |
| 8.                     | Nous Étions Deux                         |                        | Osta, La Femme         | 6:07                   |                        |                        |                        |                        |                        |
| 9.                     | Packshot                                 |                        | Osta, La Femme         | 2:56                   |                        |                        |                        |                        |                        |
| 10.                    | Saisis La Corde                          | Marilù Chollet         | Osta, La Femme         | 5:29                   |                        |                        |                        |                        |                        |
| 11.                    | Le Blues De Françoise                    |                        | Osta, La Femme         | 4:36                   |                        |                        |                        |                        |                        |
| 12.                    | Si Un Jour                               |                        | Osta, La Femme         | 2:38                   |                        |                        |                        |                        |                        |
| 13.                    | La Femme Ressort                         |                        | Osta, La Femme         | 5:23                   |                        |                        |                        |                        |                        |
| 14.                    | Welcome America                          |                        | Osta, La Femme         | 2:26                   |                        |                        |                        |                        |                        |
| 15.                    | From Tchernobyl with love (Bonus tracks) |                        | Osta, La Femme         | 4:01                   |                        |                        |                        |                        |                        |
| 58:08                  |                                          |                        |                        |                        |                        |                        |                        |                        |                        |

### Crédits
Les crédits sont adaptés depuis Discogs.
- Chant : Clémence Quelennec (1, 2, 5, 6 et 9), Clara Luciani (3 et 7), Jane Peynot (6, 10 et 13), Marilù Chollet (6, et 12), Mathilde Marlière (11)
- Chœur : Quelennec (7 et 8), Luciani (2, 6, 8 et 13), La chorale de Sannois (11)
- Batterie : Nicolas Ballay (3, 5, 10, 14), Noé Delmas (2, 6)
- Enregistré par : Damien Bertrand, Sam Lefèvre, Samy Osta
- Réalisation artistique : Osta, La Femme
- Mixage : Osta
- Mastering : Translab
- Management : Stephane Lesciellour
- Photographe : JF Julian
- Société de production : Disque Pointu
- Label : Barclay, Universal